# Tournoi du Canada de rugby à sept
Ne doit pas être confondu avec Tournoi féminin du Canada de rugby à sept.
Le Tournoi du Canada de rugby à sept est un tournoi de rugby à sept disputé au Canada et comptant comme une étape du World Rugby Sevens Series depuis la saison 2015-2016.

## Historique

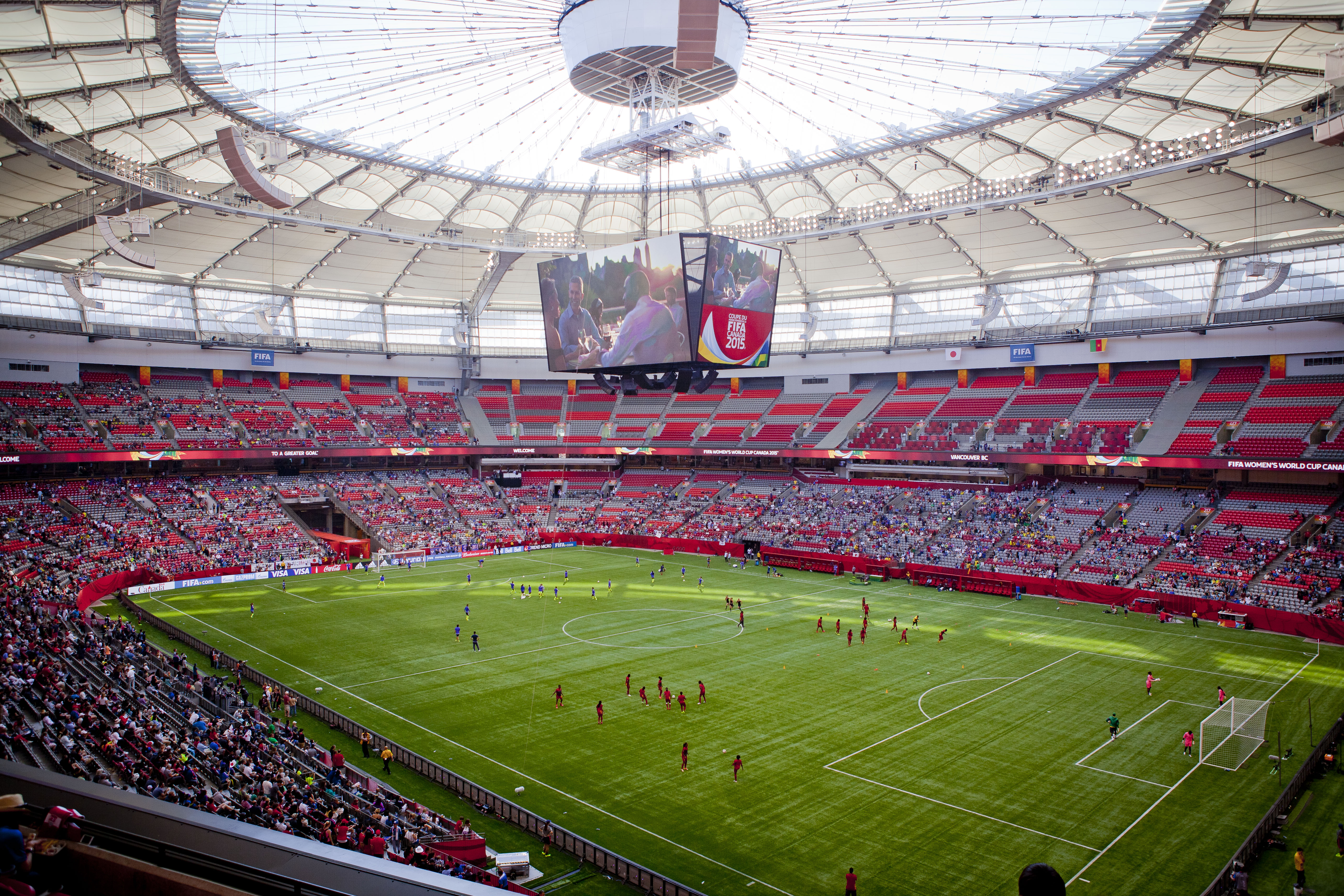
Le BC Place en 2015

La première édition du tournoi a lieu en mars 2016 au BC Place Stadium de Vancouver en Colombie-Britannique. Pour la première édition, la Nouvelle-Zélande remporte le tournoi en battant en finale l'Afrique du Sud sur le score de 19 à 14 et le pays hôte, le Canada, remporte la bowl en battant en finale la France.

## Popularité
Pour le match d'ouverture de la compétition entre l'Afrique du Sud et l'Écosse, 15 000 personnes assistent à la rencontre se déroulant à 9h30 le samedi matin, alors que les organisateurs attendaient environ 1 200 personnes. Sur l'ensemble du week-end, 60 400 personnes ont assisté à cet événement, un record pour un élément de rugby au Canada. La réussite du premier tournoi dépasse alors les attentes des organisateurs.

## Palmarès
| Année     | Stade                       | Cup              | Cup     | Cup            | Plate            | Bowl           | Shield    |
| Année     | Stade                       | Vainqueur        | Score   | Finaliste      | Vainqueur        | Vainqueur      | Vainqueur |
| --------- | --------------------------- | ---------------- | ------- | -------------- | ---------------- | -------------- | --------- |
| 2015-2016 | BC Place Stadium, Vancouver | Nouvelle-Zélande | 19 – 14 | Afrique du Sud | Samoa            | Canada         | Russie    |
| 2016-2017 | BC Place Stadium, Vancouver | Angleterre       | 19 – 7  | Afrique du Sud | Nouvelle-Zélande | Pays de Galles | Écosse    |
| 2017-2018 | BC Place Stadium, Vancouver | Fidji            | 19 – 7  | Kenya          | Angleterre       | Écosse         | Samoa     |
| 2018-2019 | BC Place Stadium, Vancouver | Afrique du Sud   | 21 – 12 | France         | Nouvelle-Zélande | Australie      | Espagne   |